# Combined gas and gas

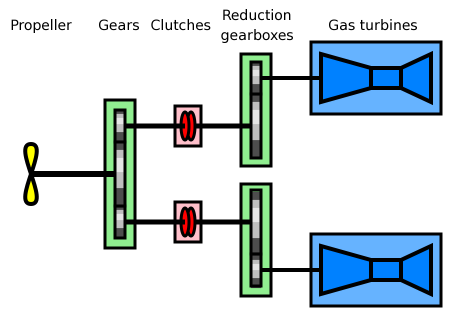
Principskiss över ett COGAG-framdrivningssystem.

Combined gas and gas (COGAG) är en typ av framdrivningssystem för fartyg som använder två gasturbiner anslutna till en enda propelleraxel. En växellåda och koppling tillåter någon av turbinerna att driva axeln eller båda tillsammans.
Användning av en eller två gasturbiner har fördelen av att ha två olika effektinställningar. Eftersom en gasturbins bränsleeffektivitet är som bäst i närheten av sin maximala effekt, är en liten gasturbin som körs med full fart effektivare än en dubbelt så kraftig turbin som går på halvfart, vilket möjliggör en mer ekonomiskt transport vid marschfart.
Jämfört med Combined diesel and gas (CODAG) eller Combined diesel or gas (CODOG) har COGAG-system ett mindre avtryck, men en betydligt lägre bränsleeffektivitet vid marschfart och jämfört med CODAG-system är det också något lägre vid höga hastigheter.

## Exempel på COGAG-fartyg
- Broadsword-klass fregatt (Batch 3) (Royal Navy)
- Hyūga-klass jagare (Japans marina självförsvarsstyrkor)
- Invincible-klass hangarfartyg (Royal Navy)
- Neustrasjimyj-klass fregatt (Rysslands flotta)
- Spruance-klass jagare (USA:s flotta)